# 会地村
会地村（おうちむら）は、長野県下伊那郡にあった村。現在の阿智村大字駒場・春日にあたる。

## 地理
- 山：城山、日の入山、梨野子山
- 河川：阿知川

## 歴史
- 1875年（明治8年）1月23日 - 筑摩県伊那郡上中関村・小野川村・昼神村・中関村・駒場村・大野分が合併して阿知村となる。
- 1876年（明治9年）8月21日 - 阿知村が長野県の所属となる。
- 1879年（明治12年）1月4日 - 郡区町村編制法の施行により、阿知村が下伊那郡の所属となる。
- 1881年（明治14年）8月12日 - 阿知村が分割して駒場村・春日村・智里村となる（後に智里村は単独で自治体を形成）。
- 1889年（明治22年）4月1日 - 町村制の施行により、駒場村・春日村の区域をもって会地村が発足。
- 1956年（昭和31年）9月30日 - 智里村・伍和村と合併して阿智村が発足。同日会地村廃止。

## 交通

### 道路
- 国道153号

現在は旧村域に中央自動車道の阿智パーキングエリアが所在するが、当時は未開通。